# Trường quốc tế Kraków
Trường quốc tế Kraków (ISK) - một trường học ở Lusina, Lesser Poland Voivodeship ở miền nam Ba Lan, thuộc Đại sứ quán Ba Lan của Hoa Kỳ. 
Trường ISK được thành lập vào năm 1993 tại trung tâm của Krakow. Trường được thành lập là Trường Quốc tế Mỹ của Krakow (AISK), sau đó đổi tên thành Trường Quốc tế Kraków (ISK). Năm 2006, trường chuyển đến một cơ sở mới ở Lusina với sự hỗ trợ tài trợ từ Đại sứ quán Hoa Kỳ tại Ba Lan. Trường thuộc Hiệp hội các trường Trung và Đông Âu và cạnh tranh với các trường trên khắp Trung và Đông Âu. Nó được công nhận bởi Hội đồng các trường quốc tế và Hiệp hội các trường đại học và cao đẳng New England. Từ năm 2012, ISK cung cấp Chương trình Văn bằng IB cho học sinh trung học. ISK được đặt trong một khuôn viên rộng 1,25 ha ở vùng ngoại ô yên tĩnh của Lusina, cách trung tâm thành phố khoảng 20 phút. Trường có những khu vực cảnh quan với băng ghế công viên, sân bóng rổ và sân bóng đá. ISK có thư viện rộng rãi, hội trường đa năng lớn, phòng tập thể thao có mái che và phòng máy tính; truy cập Internet không dây có sẵn trong phạm vi toàn trường. 